# 존 맥키
존 맥키(John Mackey, 1953년 8월 15일 ~ )는 미국의 기업인이다. 1980년, 유기농 슈퍼마켓 체인점 훌 푸드 마켓을 공동 설립하였고, 현재 CEO이다.

## 저서
- Conscious Capitalism: Liberating the Heroic Spirit of Business, 2013 (공저)
- Be the Solution: How Entrepreneurs and Conscious Capitalists Can Solve All the Worlds Problems, 2009 (공저)